# LGBT-ovski društveni pokreti
Lezbijski, gejski, biseksualni i transrodni (LGBT-ovski) društveni pokreti, politička ideologija i društveni pokret koji se zalažu za potpuno prihvaćanje LGBT-ovaca u društvo. U tim pokretima LGBT-ovci i njihovi saveznici imaju dugu povijest vođenja kampanje za ono što se danas općenito zove LGBT-ovska prava, a ponekad i gejska prava ili gejska i lezbijska prava. Iako ne postoji neka primarna ili sveopća centralna organizacija koja predstavlja sve LGBT-ovce i njihove interese, mnoge su organizacije za LGBT-ovska prava aktivne širom svijeta.
Uobičajeni je cilj u tim pokretima socijalna jednakost za LGBT-ovce. Neki su pokreti također fokusirani na podizanje LGBT-ovskih zajednica ili rade na oslobađanju šireg društva od bifobije, homofobije i transfobije. Današnji organizirani LGBT-ovski pokreti tvore širok spektar političkog aktivizma, uključujući lobiranje, ulične marševe, društvene skupine, medije, umjetnost i istraživanje.